# Das Verbrechen des Herrn Lange
Das Verbrechen des Herrn Lange (Originaltitel: 	Le Crime de Monsieur Lange) ist eine französische Kriminalkomödie von Jean Renoir aus dem Jahr 1936.

## Handlung
Gemeinsam mit seiner Geliebten Valentine findet Lange Zuflucht in einem kleinen Hotel an der belgischen Grenze. Die anderen Gäste schöpfen Verdacht, dass es sich bei Lange um den gesuchten Mörder handelt, und wollen ihn der Polizei übergeben. Valentine erzählt ihnen seine Geschichte:
Amédée Lange, ein Schriftsteller von Abenteuerromanen, schreibt für den Zeitungsverleger Batala einen Western über den Cowboy Arizona Jim. Batala ist jedoch ein skrupelloser und zynischer Verleger. Unfähig, seine Schulden zu begleichen, flieht Batala. Der Zug, in dem er flieht, verunglückt schwer, und er wird für tot erklärt. Die Angestellten von Batala beschließen daraufhin, sich in einer Kooperative zu organisieren und eine neue Zeitschrift mit Arizona Jim als Hauptfigur zu veröffentlichen, was ein großer Erfolg wird. Zur gleichen Zeit verlieben sich Lange und seine Nachbarin Valentine ineinander. Doch einige Zeit später kehrt Batala zurück, der das Zugunglück ausgenutzt hatte, um die Identität eines Priesters zu stehlen. Er fordert nicht nur seinen Anteil am Gewinn, er will auch den Verlag wieder übernehmen und die Kooperative zerschlagen. Wenig später erschießt Lange ihn, um die Kooperative zu schützen. Das Opfer war nicht nur als Geschäftsmann ein Ausbeuter, sondern auch privat vollkommen charakterlos, sein Tod eher das Ergebnis von Notwehr als von geplantem Mord.
Nachdem die Gäste die Geschichte gehört haben, sympathisieren die Männer mit Lange und beschließen, ihm und Valentine die Flucht über die Grenze in die Freiheit zu gestatten.

## Hintergrund
- Die Dreharbeiten fanden von Oktober bis November 1935 in den Studios von Billancourt statt[1], die einiger Außenaufnahmen in Paris, sowie in Le Tréport, einem kleinen Ort im Département Seine-Maritime in der Normandie.

- Das Verbrechen des Herrn Lange wurde am 24. Januar 1936 in Frankreich uraufgeführt. Am 1. Juni 1968 wurde der Film erstmals im deutschen Fernsehen vom WDR gezeigt.

- Ausschnitte des Films werden in der 1993 von dem renommierten Filmkritiker David Thomson produzierten TV-Dokumentation Jean Renoir: Part One – From La Belle Époque to World War II gezeigt.

- Berühmt geworden ist der Film auch wegen einer (genau genommen: zwei) der am besten ausgearbeiteten Einstellungen der Filmgeschichte und wegen der Beschreibung und Analyse, die André Bazin dieser Einstellung gewidmet und in einem Diagramm dargestellt hat. Die Einstellung beginnt unten im Hof, indem die Kamera zunächst den als Priester verkleideten Batala erfasst, als er gerade Valentine begrapschen will; die Kamera schwenkt dann hoch zu Lange, folgt Lange, der, aus dem Büro Batalas kommend, durch die Verlagsräume eilt, die Wendeltreppe hinunter läuft; als er unten angekommen ist, gibt es einen fast unbemerkbaren Schnitt, und die Kamera verlässt Lange, führt nun einen Schwenk gegen dessen Laufrichtung von fast 360° aus und kommt zeitgleich mit Lange wieder bei Batala an. Lange zieht den Revolver ...

## Kritik
„Renoir beschwört in seinem frühen Meisterwerk den Zusammenhalt der ‚arbeitenden Klasse‘ […], ohne dabei in platte Klassenkampf-Klischees zu verfallen. Eine originelle, treffsichere Tragikomödie mit reizvollen Szenen aus dem französischen Arbeiter- und Kleinbürgermilieu jener Jahre.“

„Französischer Unterhaltungsfilm aus dem Jahre 1935, der aus der Distanz des Humors die Machenschaften eines korrupten Verlegers und die Bemühungen seiner Angestellten, die vom Konkurs bedrohte Firma zu retten, zeigt. Der Akzent der Regie lag nicht auf der logischen Entwicklung der Handlung, sondern auf dem nuanciert geführten Spiel der Personen und seiner optischen Ausgestaltung. Interessant für Erwachsene.“